# Нарзикулов, Жасур Мелиевич
Жасур Мелиевич Нарзикулов (каз. Жасұр Мелиұлы Нәрзіқұлов; 13 апреля 1984, Джизак, Узбекская ССР, СССР) — казахстанский футболист, вратарь.

## Биография
Родился в узбекском Джизаке. Там и начал заниматься футболом лет в 13-14. В соседнем казахском Шымкенте проживали его родственники со стороны матери и в 17 лет переехал в этот город и принимал поначалу участие в различных любительских турнирах. После играл за местный БИИК, а 2005 году его пригласили играть за местный клуб «Ордабасы».
В 2006 году перешёл в сильный клуб «Актобе». Стал в его рядах вице-чемпионом, а в 2007 — чемпионом Казахстана. 2 марта 2008 года выиграл с командой и Суперкубок Казахстана по футболу 2008. Но уже 21 марта при проверке всех документов молодых игроков на соответствие возраста был уличён в подделке документа, по которому значился как Жасулан Джавломбоевич Дехканов, 1987 года рождения. Результат матча был аннулирован, но 31 марта Апелляционный комитет ФФК оставил результат матча в силе, отменив решение КДК ФФК. Игроку Дехканову-Нарзикулову был выписан запрет на участие во всех официальных турнирах, проводимых ФФК. В результате скандала он покинул Казахстан.
В 2009—2011 играл в Узбекистане — сначала за «Андижан» и «Машъал», потом за «Кызылкум» (Зарафшан). Но здесь его уже считали казахстанцем и не рискнули приглашать в сборную.
В середине 2011 года вернулся в Казахстан, стал игроком клуба «Кайсар» (Кызылорда).
В январе 2012 года подписал двухлетний контракт снова с «Актобе», но главный тренер россиянин Владимир Муханов ни разу за сезон не выпустил его на поле в чемпионате, да и на следующий год основной вратарь клуба россиянин Андрей Сидельников провёл почти все игры. Жасур принял участие лишь в 4 матчах, хотя и заслужил с командой звание чемпиона страны. В сезоне 2014 года история стала повторяться, в марте «Актобе» выиграл Суперкубок Казахстана по футболу 2014, но Жасур просидел игру в запасе. И Нарзикулов в поисках игрового времени в середине сезона ушёл в «Тараз».
С 2015 года три сезона играл за «Атырау», хотя, заявленный как казахстанец, сначала не был допущен к чемпионату из-за вероятного узбекского гражданства. Но Нарзикулов ранее женился на гражданке Казахстана и уже получил казахстанское гражданство.
В январе 2018 года подписал годовой контракт с «Ордабасы». Но клуб остался без медалей и контракт не продлил.
В летнее трансферное окно 26 июня 2019 года в преддверии игр Лиги Европы УЕФА 35-летнего опытного вратаря подписал до конца сезона лидирующий в чемпионате Казахстана костанайский «Тобол».
Осенью 2023 года объявил о завершении карьеры.

## Сборная Казахстана
Голкипер «Актобе» Жасулан Дехканов дебютировал в сборной Казахстана (главный тренер Арно Пайперс) 7 марта 2007 года в Шымкенте, сыграв матч со сборной Кыргызстана (2:0) на международном турнире «Кубок Алма-ТВ». Но более в сборную не привлекался, уступив место в воротах опытному Давиду Лория.

## Достижения
«Актобе»
- Чемпион Казахстана (2): 2007, 2013
- Обладатель Суперкубка Казахстана (2): 2008, 2014
- Победитель Первой лиги Казахстана: 2020